# Netatalk
Netatalk ist eine freie Software-Suite, die Komponenten der AppleTalk-Protokollfamilie unter POSIX-kompatiblen Betriebssystemen zur Verfügung stellt. Damit können Unix-Betriebssysteme als Datei-, Zeit- und Druckserver für Macintosh-Rechner betrieben werden.
Komponenten beinhalten:
- AppleTalk Router-Prozess und -Stack mit allen Protokollen bis zu OSI-Schicht 5,
- AFP-Server (afpd),
- PAP-Server (papd),
- Timelord, ein Zeitserverdienst (timelord),
- Frontend-Programme für Dienste wie
  - AEP (AppleTalk "Ping", aecho),
  - NBP-Manipulationen (nbplkup, nbprgstr, nbpunrgstr, getzones),
  - PAP-Client, um Druckjobs zu PAP-fähigen Druckern zu versenden,
- weitere Programme für das Management von Mac-spezifischen Datenstrukturen.

Der AFP-Server unter neueren Versionen bietet als Transportprotokoll nicht nur AppleTalk an, sondern auch das wesentlich schnellere TCP/IP (Port 548).

## Entwicklung
Netatalk wurde von der Research Systems Unix Group an der University of Michigan entwickelt und wurde im Jahr 2000 zu SourceForge migriert. Im Oktober 2004 wurde Netatalk 2.0 veröffentlicht. Neuerungen waren AFP-Version 3.1-Unterstützung für lange Dateinamen und UTF-8-Zeichensätze, Datei- und Volumegrößen > 2 GB, Kompatibilität mit macOS, Integration von CUPS, Kerberos-Unterstützung sowie persistente Speicherung von Datei- und Verzeichnis-IDs sowie zahlreiche Fehlerbeseitigungen zu vorhergehenden Versionen.
Derzeit unterstützt Netatalk die Betriebssysteme FreeBSD, Linux, macOS, OpenBSD, NetBSD, Solaris und OmniOS.
Mit der Version 2.0.5 ist Netatalk kompatibel zur Datensicherungssoftware Time Machine und ermöglicht so eine Sicherung über das Netzwerk bis zur Version Mac OS X 10.6.8.
Ab Version Mac OS X Lion 10.7 wird für Time Machine jedoch mindestens Netatalk 2.2 vorausgesetzt.